# ستان بيتكيفيتش
ستان بيتكيفيتش (بالإنجليزية: Stan Pietkiewicz)‏ مواليد 14 يوليو 1956 في هنتسفيل، هو لاعب كرة سلة أمريكي سابق. بدأ مسيرته الاحترافية في سنة 1978. اختير من قبل فريق بوفالو بريفز خلال الدرافت. يبلغ طوله 6 قدم 5 بوصة (2.0 م). اعتزل اللعب في 1984.

## المسيرة الاحترافية
لعب مع لوس أنجلوس كليبرز من سنة 1978 إلى 1981، ثم لعب مع دالاس مافيريكس في سنة 1981، ثم لعب مع فيكتوريا يبرتاس بيزارو في الدوري الإيطالي في سنة 1984.

## روابط خارجية
- ستان بيتكيفيتش على موقع إن بي أي (الإنجليزية)
- ستان بيتكيفيتش على موقع سبورتس رفرنس (الإنجليزية)
- ستان بيتكيفيتش على موقع كلية كرة السلة في سبورتس رفرنس.كوم (الإنجليزية)
- ستان بيتكيفيتش على موقع ريلجم (الإنجليزية)
- ستان بيتكيفيتش على موقع بروبوليرز (الإنجليزية)